# József Gát
József Gát (hongarès: Gát József)  (Székesfehérvár, 26 de desembre de 1913 - Budapest, 2 de juliol de 1967), fins al 1933 József Grosz va ser un pianista, director d'orquestra, professor de música.

## Biografia
Va néixer com el fill de Bernát Grosz (1868–1944), fabricant i majorista de maons, i d'Armuth Aranka (1888–1944). De 1932 a 1937, va ser estudiant a l'Acadèmia de Música, estudiant composició amb Zoltán Kodály i piano amb Béla Bartók i Arnold Székely. L'any 1937 obté el diploma de pianista. Després de graduar-se, va fer cursos de piano-metodologia per a professors i, a proposta seva, es va introduir l'any preparatori sense instrument a les escoles de música de la capital. Del 1947 al 1949 al "National Music" piano, després fins a la seva mort va ensenyar mètode de piano, solfeig i direcció, i més tard va ensenyar piano al Col·legi. També va exercir de director: va dirigir la "Coral Vándor" fins al 1952, i després la coral i l'orquestra del Ministeri de l'Interior. Després d'adquirir un clavicèmbal Ammer, ell i un amic enginyer hi van instal·lar pastilles, semblants a la solució per a guitarres, de manera que no calia utilitzar micròfons per a l'instrument agut. També va utilitzar aquesta solució en l'espineta i el clavicordi. Es va presentar amb aquesta col·lecció d'instruments en un concert celebrat a la sala gran de l'Acadèmia de Música l'any 1955, iniciant així la cultura del clavicèmbal a Hongria. A més, rarament va donar concerts, però va gravar les Variacions Goldberg de Bach el 1963 i les obres de François Couperin el 1966. Va defensar amb devoció l'actuació elegant i contemporània d'obres antigues.
Amb minuciositat científica, va investigar les tradicions del teclat antic i els problemes tècnics i metodològics de tocar el piano. Va resumir els seus resultats de recerca en articles, estudis i llibres, també en llengües estrangeres. Les seves publicacions instructives van ser populars (Bach: Invencions en dues parts; Lassus: 24 motets, Couperin: Pièces de clavecin), i també va publicar diverses de les obres corals de molts autors (Schumann, Mendelssohn, Glinka, etc.) amb textos hongaresos. .
La seva cònjuge era Magdolna Veszprémi, amb qui es va casar el 21 de juliol de 1938 a Erzsébetváros, Budapest.
Està enterrat al cementiri de Farkasrét.

## Les seves obres principals
- Lectura de partitures – jugant des del tauler. Budapest, 1939
- Gimnàstica de mans, Gimnàstica per a músics; respectivament Jenő Szőts; de l'autor Budapest, 1940
- Lectura de partitures; Espurna, Budapest, 1947
- Banda Pionera; Editor de llibres de text, Budapest, 1950 (Quaderns especialitzats pioners)
- Lectura de puntuació, desenvolupament de l'escolta. Budapest, 1950
- La tècnica de tocar el piano. Budapest, 1954 (també en alemany, anglès, francès, rus, japonès, suec, italià i espanyol)
- Metodologia del piano. Budapest, 1964
- La història del piano. Budapest, 1964